# Leon Jessel

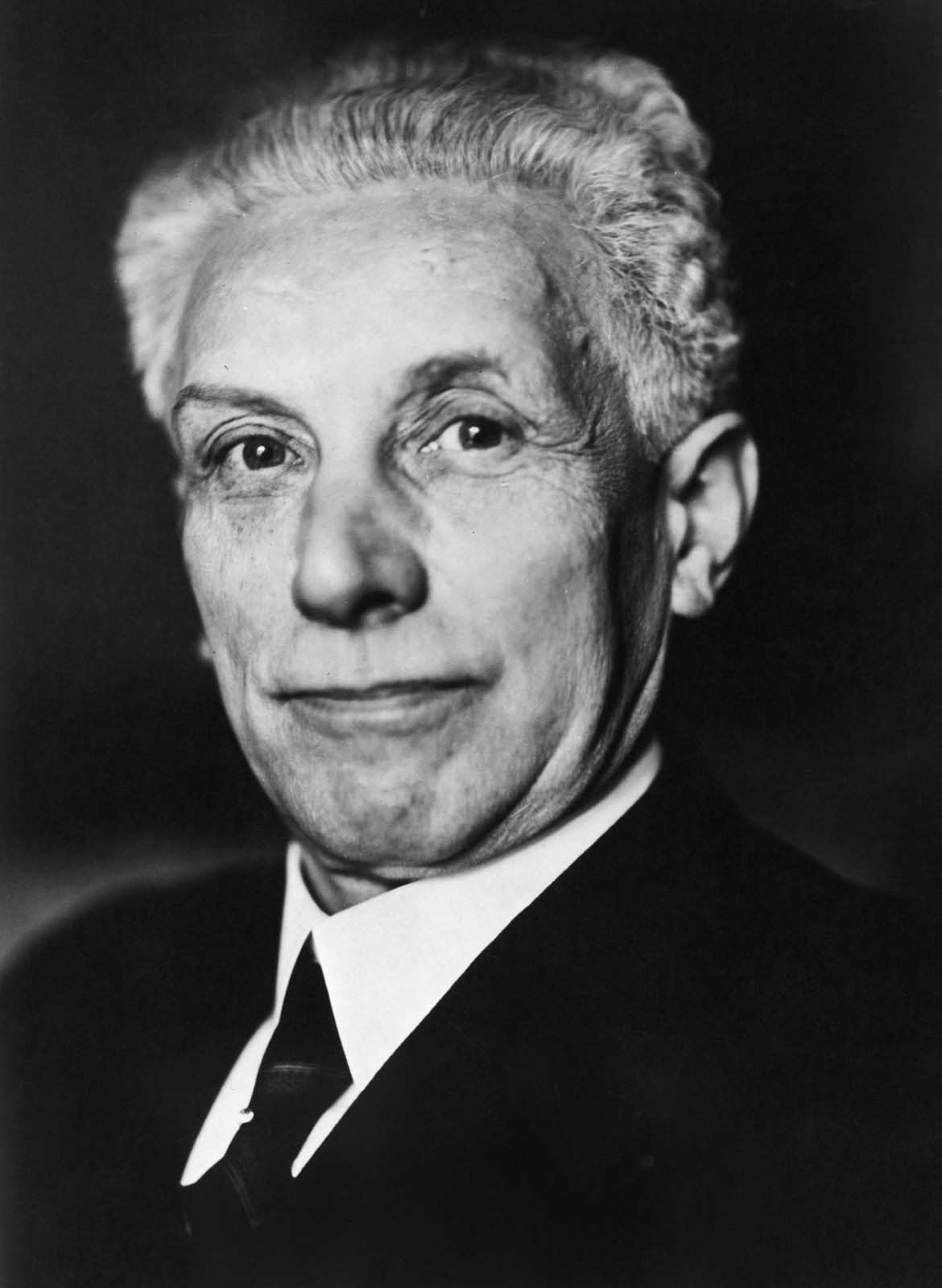
Leon Jessel, etwa 1933

Leon Jessel (* 22. Januar 1871 in Stettin; † 4. Januar 1942 in Berlin) war ein deutscher Komponist mit jüdischen Wurzeln. Er komponierte vor allem Operetten.

## Biografie
Leon Jessel war der Sohn eines Kaufmanns, der aus Polen in die USA ausgewandert und mit seiner Ehefrau Mary später wieder nach Europa zurückgekehrt war. Leon Jessel war ab 1891 zunächst in Gelsenkirchen und Mülheim an der Ruhr, später auch in Freiberg, Kiel, Stettin und Chemnitz als Kapellmeister tätig. 1896 heiratete er Clara Luise Grunewald. Von 1899 bis 1905 wirkte Jessel als Kapellmeister am Wilhelm-Theater in Lübeck und war anschließend Direktor der Liedertafel des Gewerkvereins Lübeck. Im Jahre 1909 wurde seine Tochter Eva Maria geboren.

### Zeit in Berlin
Jessels Popularität begann mit dem 1905 für Klavier komponierten Charakterstück die Parade der Zinnsoldaten, das bald von verschiedensten Orchestern gespielt wurde. Das  Stück diente 1933 als Titellied im Paramount-Zeichentrickfilm The Parade of the Wooden Soldiers. Jessel gehörte zu den Mitgründern einer Gema-Vorläuferorganisation.
1911 übersiedelte die Familie nach Berlin. 

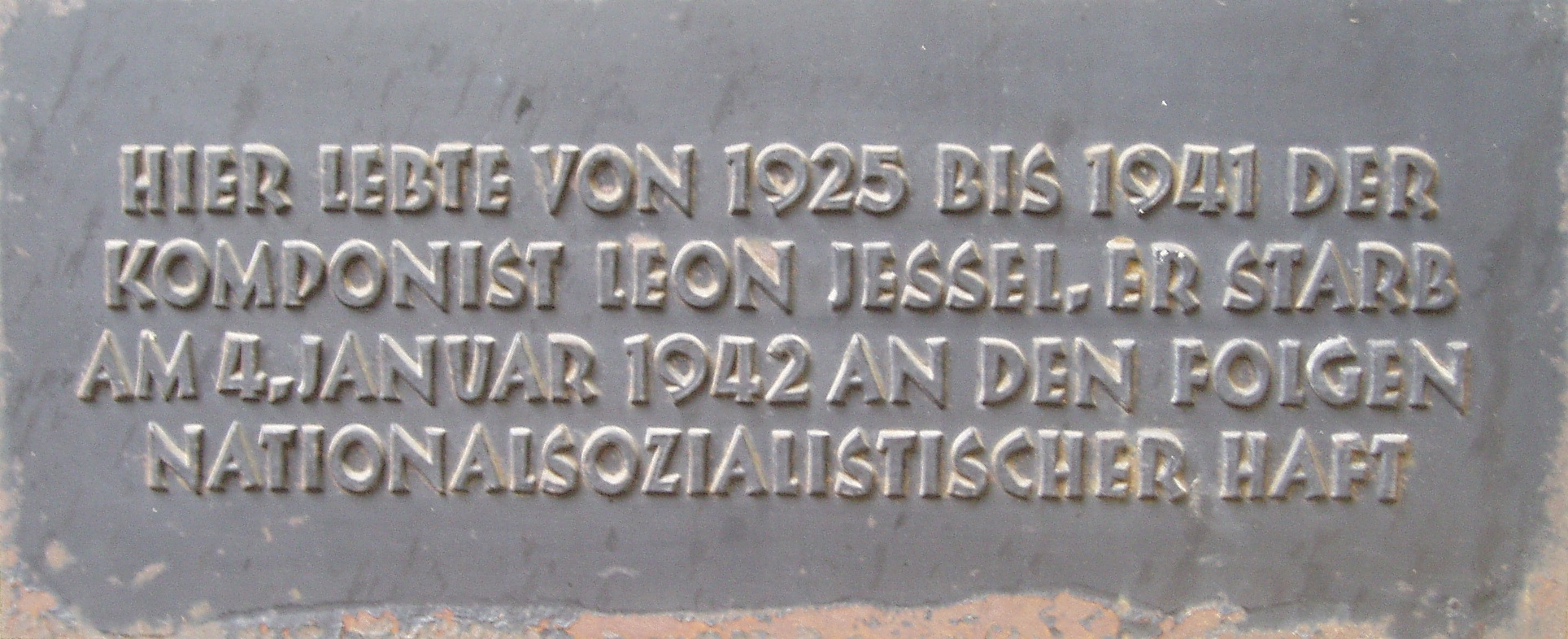
Gedenktafel am Haus Düsseldorfer Straße 47 in Berlin-Wilmersdorf (in diesem Haus wohnte später auch die Schauspielerin Lilian Harvey)

In seiner Berliner Zeit ab 1911 wandte sich Jessel verstärkt der Komposition von Operetten und Singspielen zu, die vor allem in Berlin, später auch in München, Hamburg und Königsberg uraufgeführt wurden. Seinen größten Erfolg feierte er mit der Operette Das Schwarzwaldmädel (Libretto von August Neidhart), die 1917 in der Komischen Oper Berlin (an der Weidendammer Brücke) uraufgeführt wurde. Der große Erfolg des Schwarzwaldmädels lässt sich daran ermessen, dass es innerhalb der folgenden 10 Jahre rund 6000-mal aufgeführt wurde, unter anderem 1922 am Teatro Coliseo in Buenos Aires. Einen zweiten großen Erfolg konnte er 1921 mit der Operette Die Postmeisterin feiern.
1919 wurde die erste Ehe geschieden, 1921 heiratete er seine zweite Ehefrau Anna.

### Verfemung und Tod

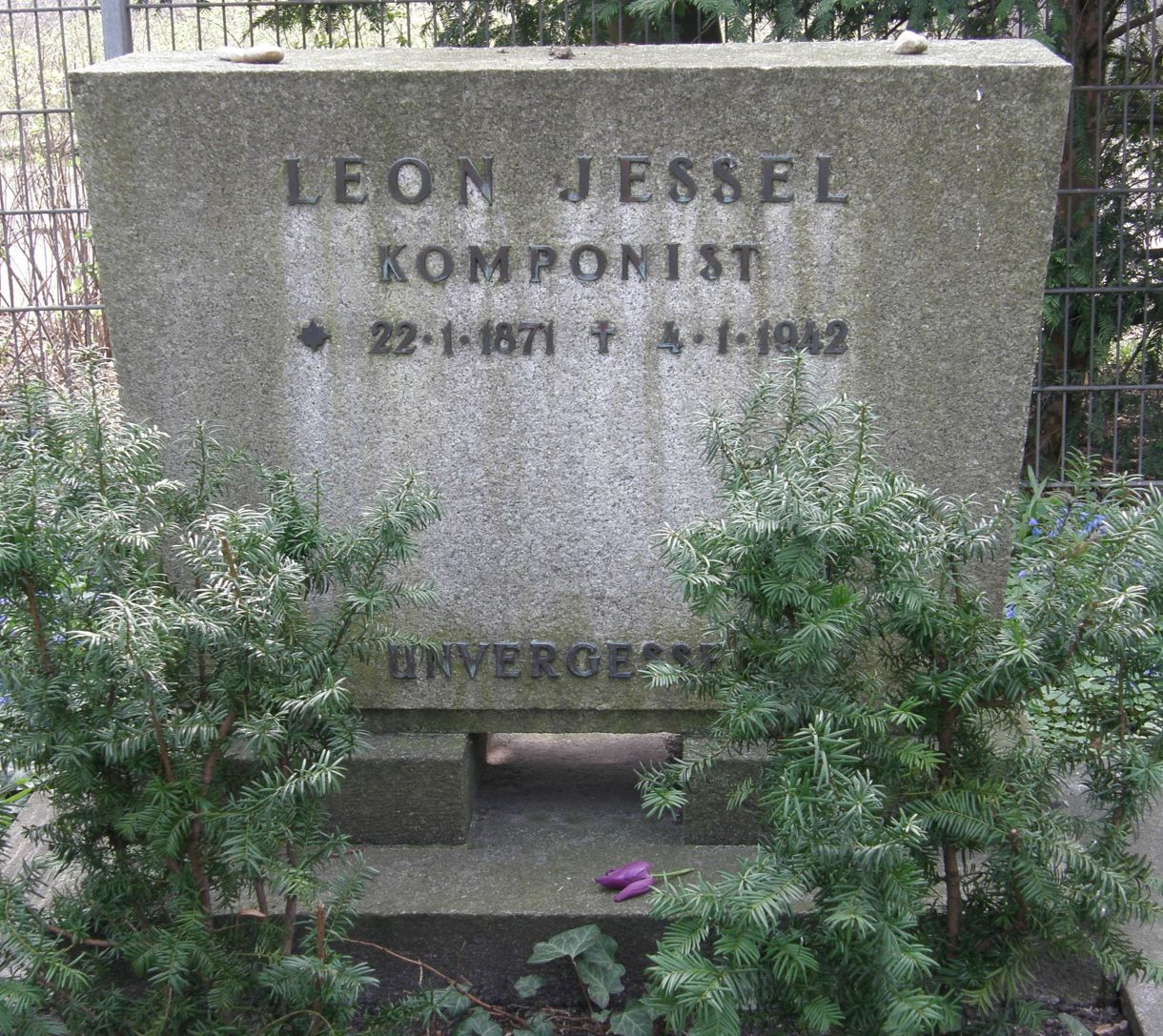
Sein Grab in Berlin-Wilmersdorf

Den Nationalsozialisten auf Grund seiner deutschnationalen Ansichten zunächst offenbar eher wohlwollend gegenüberstehend, ersuchte Jessel nach deren Machtergreifung um Aufnahme in den Kampfbund für deutsche Kultur Alfred Rosenbergs. Er wurde jedoch abgewiesen und wenig später wegen seiner jüdischen Abstammung mit Aufführungsverbot belegt, obwohl er bereits 1894 aus der jüdischen Gemeinde ausgetreten und zum christlichen Glauben übergetreten war. Am 15. Dezember 1941 wurde Jessel zur Gestapo-Leitstelle in Berlin-Mitte vorgeladen und festgenommen. Grund war ein 1939 geschriebener, bei einer Hausdurchsuchung gefundener Brief an seinen Librettisten Wilhelm Sterk nach Wien, in dem Jessel geschrieben hatte: „Ich kann nicht arbeiten in einer Zeit, wo Judenhetze mein Volk zu vernichten droht, wo ich nicht weiß, wann das grausige Schicksal auch an meine Tür klopfen wird.“ Von der Gestapo wurde Jessel in einem Keller des Polizei-Präsidiums am Alexanderplatz so schwer misshandelt, dass er am 4. Januar 1942 im Jüdischen Krankenhaus Berlin verstarb.
Leon Jessel wurde zunächst auf dem Südwestkirchhof Stahnsdorf beigesetzt und 1955 auf den Friedhof Wilmersdorf in Berlin umgebettet.

## Gedenken

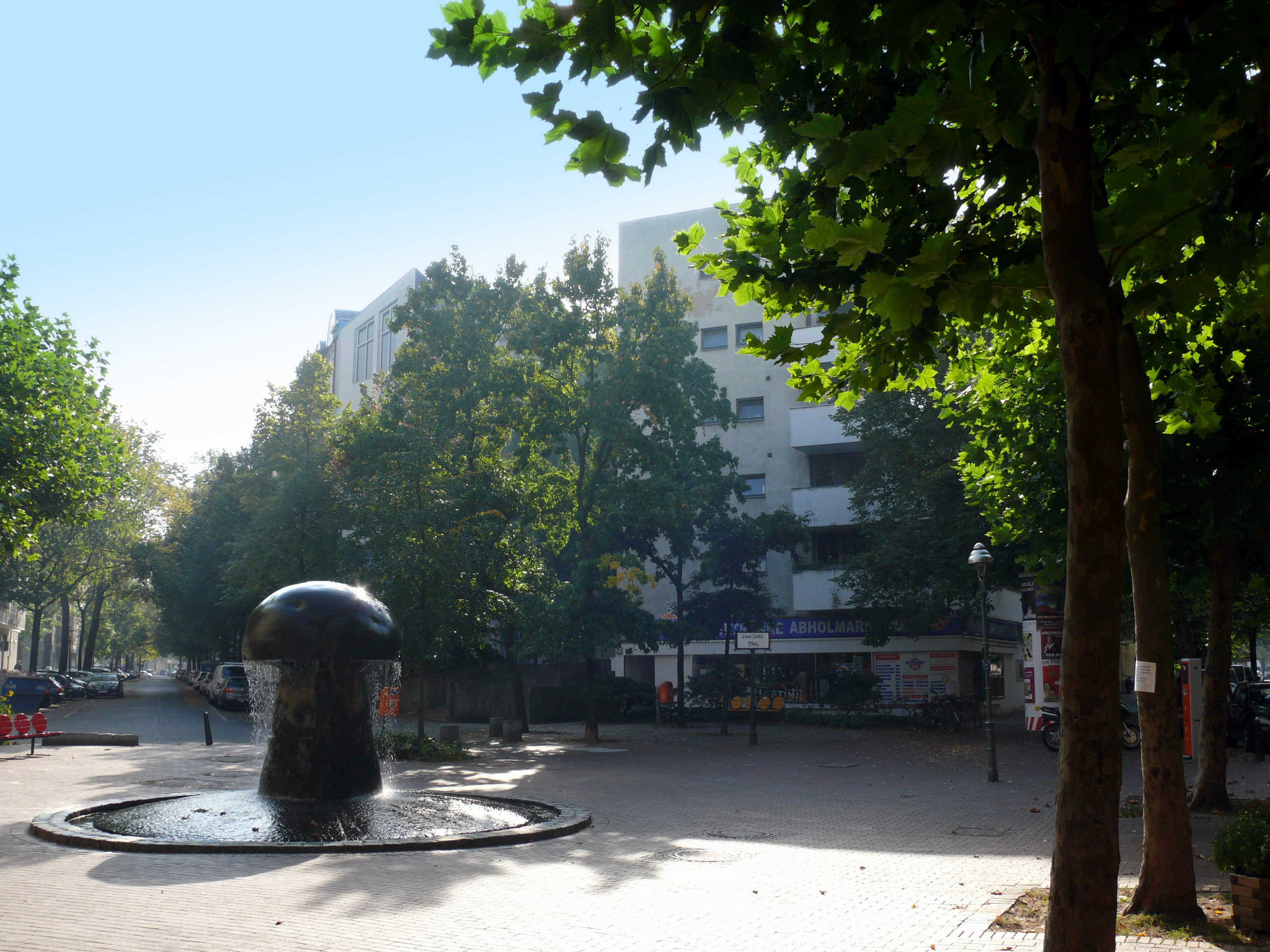
Leon-Jessel-Platz in Berlin-Wilmersdorf

Das Bezirksamt Wilmersdorf von Berlin benannte 1985 einen Platz nach ihm, worauf sich für die umgebenden Straßen der Name Jesselkiez einbürgerte.

## Werke

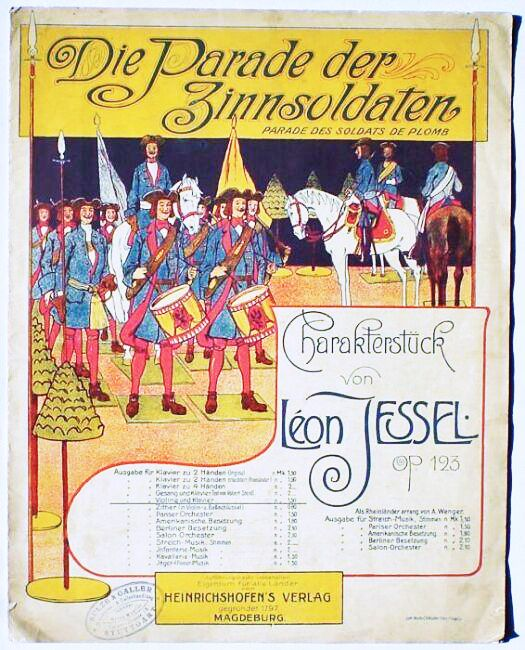
Leon Jessel: Parade der Zinnsoldaten

Jessel komponierte 29 Operetten zwischen 1913 und 1936. Das Schwarzwaldmädel und Parade der Zinnsoldaten gehören zu seinen erfolgreichsten Werken.
- Die beiden Husaren (Operette; Text: Wilhelm Jacoby u. Rudolf Schanzer, Uraufführung: 6. Februar 1913 im Theater des Westens, Berlin)
- Wer zuletzt lacht (musikalisches Lustspiel, Text: Arthur Lippschitz u. A. Bernstein-Sawersky, Uraufführung: 31. Dezember 1913 in der Komischen Oper an der Weidendammer Brücke Berlin)
- Das Schwarzwaldmädel (Operette, Text: August Neidhart, Uraufführung: 25. August 1917 in der Komischen Oper Berlin)
- Ein modernes Mädel (Operette, Text evtl. Fritz Grünbaum u. Wilhelm Sterk, Uraufführung: 28. Juni 1918, Volkstheater München)
- Schwalbenhochzeit (Operette, Text: Pordes-Milo, Uraufführung: 28. Januar 1921 im Theater des Westens, Berlin)
- Die Postmeisterin (Operette, Text: August Neidhart, Uraufführung: 3. Februar 1921 im Central-Theater, Berlin)
- Des Königs Nachbarin (Singspiel, Text: Fritz Grünbaum u. Wilhelm Sterk, Uraufführung: 15. April 1923, Wallner-Theater, Berlin)
- Die goldene Mühle (Singspiel, Text: Wilhelm Sterk, teilweise nach Carl Costa, 1936 in Olten in der Schweiz uraufgeführt, da Jessel in Deutschland nicht mehr gespielt werden durfte)
- Treffpunkt Tegernsee (Operette, Text: Aksel Lund und Erik Radolf, Uraufführung: 12. April 2009 im Stadttheater Neuburg an der Donau durch das Neuburger Volkstheater e. V.)